# Christian Lundeberg
Christian Lundeberg (14 de Julho de 1842 — 10 de Novembro de 1911) foi um político da Suécia. Ocupou o lugar de primeiro-ministro da Suécia de 2 de Agosto de 1905 a 7 de Novembro de 1905.

## Biografia
Lundeberg nasceu em Valbo, Condado de Gävleborg. Ele era filho de Johan Ulrik August Lundeberg, dono de um moinho, e de Maria Eckman. Ele estudou em Ultuna e em uma escola militar, e foi um Löjtnant (aproximadamente o equivalente a tenente) de 1861 a 1874, após o qual deixou o serviço militar. Ele trabalhou na fábrica de ferro em Forsbacka bruk, onde foi CEO de 1885 a 1906.
Ele foi membro da Primeira Câmara do Parlamento do partido conservador e protecionista e tornou-se seu líder em 1899.
Lundeberg foi uma figura importante durante as discussões parlamentares sobre a união entre a Suécia e a Noruega. Ele era o presidente de um comitê que criticava e acabou levando ao fim do governo de Johan Ramstedt. Em junho de 1905, o rei nomeou Lundeberg para criar um governo. Ele criou um governo de coalizão que em setembro de 1905 chegou a um acordo que permitiu à Noruega realizar um referendo a favor ou contra a independência da Suécia.
Lundeberg tentou encontrar um mandato para continuar com o governo de coalizão a fim de resolver a questão do sufrágio. Quando sua tentativa falhou, ele voltou a ser um membro do parlamento e foi um orador na Primeira Câmara do Parlamento de 1909 até sua morte em 1911.